# Lipówka (województwo świętokrzyskie)
Lipówka – wieś w Polsce położona w województwie świętokrzyskim, w powiecie pińczowskim, w gminie Działoszyce. Leży przy DW768.
| SIMC    | Nazwa         | Rodzaj    |
| ------- | ------------- | --------- |
| 0237469 | Węchadłowskie | część wsi |
| 0237475 | Żółta Kolonia | część wsi |

W latach 1954–1961 wieś należała i była siedzibą władz gromady Lipówka, po przeniesieniu siedziby i zmianie nazwy gromady, w gromadzie Stępocice. W latach 1975–1998 miejscowość administracyjnie należała do województwa kieleckiego.

## Historia

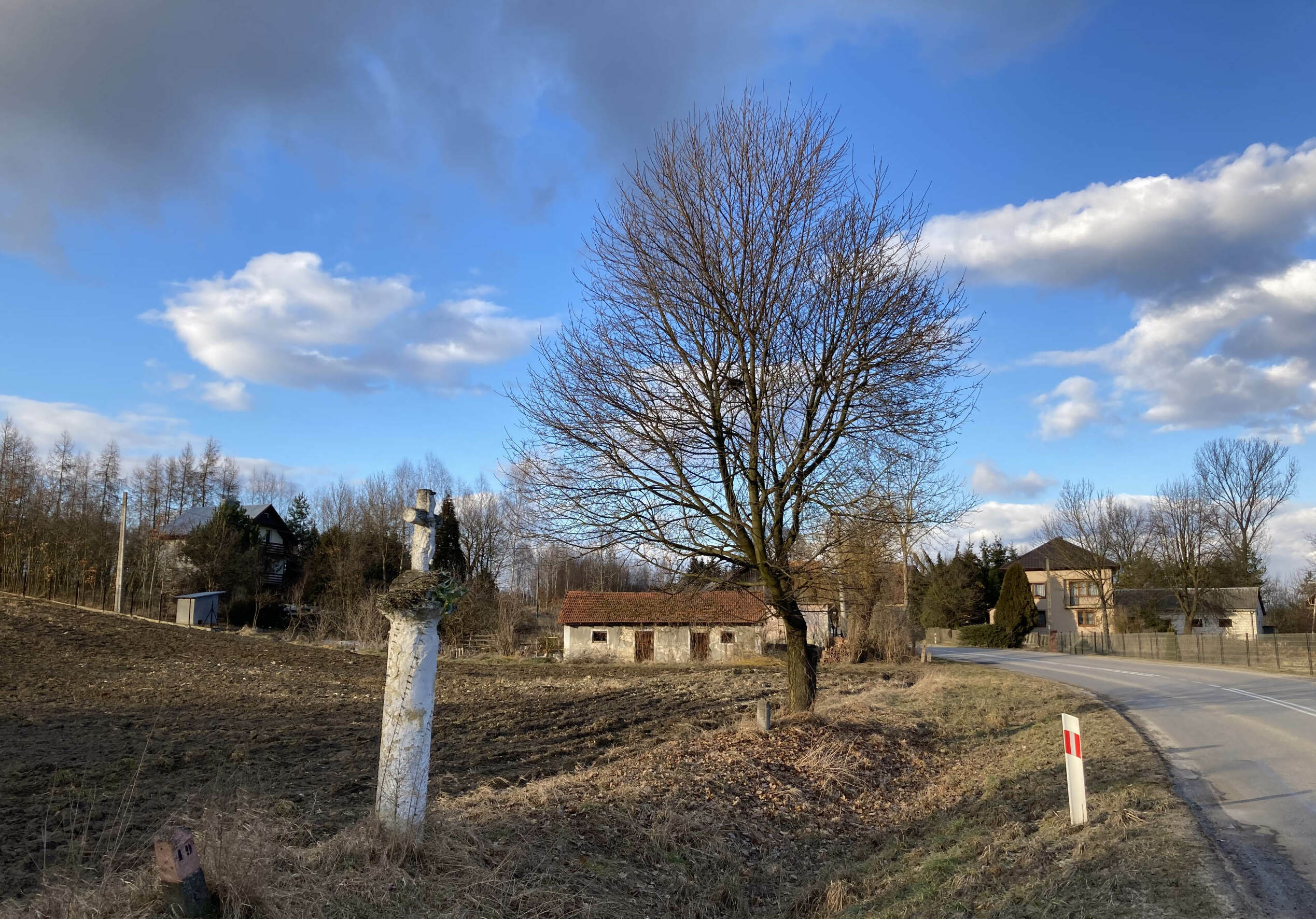
Lipówka, miejsce gdzie stał dom w którym zginął Theodor van Eupen 11 grudnia 1944 r.

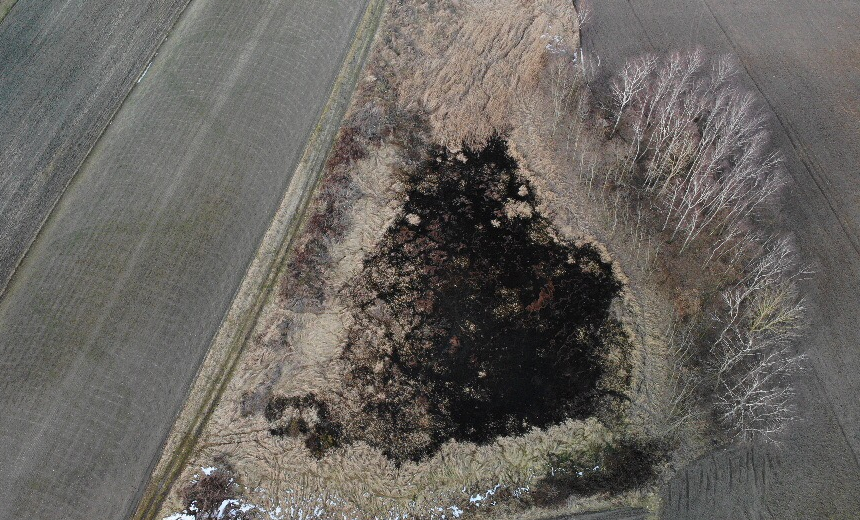
Jeziorko Rachwalec, w którym 11 grudnia 1944 r. ukryto zwłoki Theodora van Eupena i 3 żołnierzy zabitych w zamachu w Lipówce

11 grudnia 1944 r. we wsi Lipówka został zabity SS-Hauptsturmführer Theodor van Eupen, zbrodniarz wojenny, komendant obozu w Treblince, a od sierpnia 1944 roku komendant niemieckiego obozu pracy w Młodzawach Dużych, stacjonujący z oddziałem SS w Chrobrzu. Zasadzka została zorganizowana przed zabudowaniami wsi, na drodze od strony Pińczowa, przez oddział partyzancki "Awangarda" dowodzony przez Wasyla Tichonina. Ostrzelany przez partyzantów samochód zapalił się, a jadący nim Niemcy zaczęli uciekać. Zastrzeleni zostali wtedy dwaj niemieccy podoficerowie i jeden lotnik, sam Theo van Eupen przedostał się opłotkami na drugi kraniec wsi i, niezauważony przez mieszkańców, schronił się na strychu ostatniego domu, znajdującego się ok. 150 m przed odejściem drogi na Dziewięczyce. Niedługo potem do zabudowań dotarli partyzanci poszukujący uciekiniera. Rosjanin, grożąc bronią, kazał Wincentemu Bartosikowi wejść na strych, osłaniając się w ten sposób przed ewentualnym ostrzelaniem. Na strychu, pod pamułą leżała wiązka słomy, spod której wystawały buty. Rosjanin serią z karabinu zabił ukrywającego się Niemca, po czym zrzucił jego ciało ze strychu do sieni i pozostawił przerażonym domownikom. Po pewnym czasie partyzanci radzieccy zabrali ciała zabitych Niemców na podwody, wywieziono je poza wieś wrzucono do stawu zwanego Rachwalec znajdującego się już na terenie sąsiedniej wsi Węchadłowa. Następnego dnia zwłoki zostały wydobyte z jeziorka przez specjalnie przybyły oddział niemiecki i przewiezione do Lipówki a następnie do Jędrzejowa. Jak podaje Norbert Michta Niemcy wybrali wtedy 13 osób spośród miejscowej ludności na rozstrzelanie. Udało się jednak hitlerowców przekonać, że napad był dziełem nieznanych ludziom skoczków rosyjskich, zaś W. Ważniewski na podstawie meldunków i dokumentów niemieckich podaje, że jako zakładników zabrali dziewięciu sołtysów z okolicznych wsi, lecz po czterech dniach ich zwolnili.
13 grudnia Niemcy rozpoczęli operację „Schneesturm”, która miała na celu zlikwidowanie partyzantów radzieckich przebywających w okolicy lasów sancygniowskich, uderzyli z trzech kierunków, w tym od strony Gór przez Lipówkę na Teodorów, spacyfikowali wówczas kilka okolicznych wsi, m.in. Trzonów, położony 6 km od miejsca zamachu, Bugaj, Gaik-przysiółek Zaryszyna i zabili co najmniej 64 mieszkańców tych wsi oraz spalili wiele zabudowań.